# انتخاب گروهی (کتاب)
انتخاب گروهی (انگلیسی: Group Selection) کتابی است که در سال ۱۹۷۱ توسط جورج سی ویلیامز ویرایش شده و حاوی مقالاتی نوشته شده توسط زیست‌شناسان است.